# Benjamin Hinman
Benjamin Hinman est un géomètre, soldat et législateur américain né le 22 janvier 1719 à Woodbury et mort le 22 mars 1810 à Southbury.
Il participe à la guerre de la Conquête, guerre d'indépendance des États-Unis et à la Convention de Philadelphie en 1787.
Il est notamment présent lors de la mort du général George Howe tué en 1758 avant la bataille de Fort Carillon.
Officier américain de la Continental Army, il conduit un régiment pour sécuriser la vallée de l'Hudson contre les Britanniques un an avant la déclaration d'indépendance.
Plus tard dans sa vie, il participe à l'exploration et à l'arpentage de parties du Vermont.
Il est connu pour ses confrontations, souvent mal interprétées, avec Benedict Arnold et Philip Schuyler.